# 쎈
쎈은 좋은책신사고에서 출간하는 대한민국의 수학 참고서적이다. 2005년 처음 출시되었으며 2010년 최단시간 1,000만부 판매를 기록했다. 2019년에는 최단시간 3,000만부 판매를 기록하며 흥행에 성공했다. 총 12단계까지 있다.

## 같이 보기
- 자이스토리
- 수학의 정석
- 일등급 수학